# السؤال الحائر
السؤال الحائر هو كتاب لمصطفى محمود، يستعرض فيه العديد من الأسئلة في المجالات المختلفة ويحاول الإجابة عنها، والكتاب مقسم إلى تسع مقالات، تطرح العديد من الأسئلة ويحاول مصطفى محمود مناقشتها. ومايميز هذا الكتاب هو الأسلوب الأدبي البليغ للمؤلف والثراء والتنوع الذي احتواه، فتجد فيه حديثًا عن الأصوليين من الإسلاميين، وإشكالية تقسيم المسلمين إلى فئات، وتجد مناقشة لكثير من الأفكار والقضايا الشيوعية. ويتطرق للحديث عن بوذا، وعن علم النفس من وجهة نظر فرويد. ومن وجهة نظر الشريعة الإسلامية. وأبرز ما جاء في الكتاب هو سؤال: ماذا بعد الموت، يناقش هنا الكثير من الأفكار عند بعض الفرق مثل التجسد بعد الموت، والروح، والنفس، والجسد، ورأي الشريعة في كل هذا، وغير ذلك من الموضوعات.

## فصول الكتاب
يتكون الكتاب من عشرة فصول:
- سألت نفسي
- على من يرفعون عصا الشريعة
- من هو الأصولي ؟
- الفن حرام أم حلال ؟
- إلى أين نسير ؟
- هل هم رجال أم عيال ؟
- من هو بوذا ؟
- الخروج من مستنقع فرويد
- ماذا بعد الموت ؟
- السؤال

## مقتطفات من الكتاب
- (لو أن العرب طافوا في سياستهم حول نقطة واحدة كما يطوفون حول الكعبة ، ولو أنهم اجتمعوا  أبيضهم وأحمرهم وأسودهم في رحاب رأي واحد كما يجتمعون في الكعبة لما ذُلّوا ولما هانوا .. ولما أصبحوا عالماً ثالثاً أو عالماً رابعاً كما نراهم الآن).
- (ذروة العلاج النفسي في الإسلام هي «الذِكْر» ذِكْر الله بالقلب واللسان والجوارح والسلوك والعمل .. واستشعار الحضرة الإلهية على الدوام وطول الوقت وفي كل قول وفعل).
- (المرض النفسي ليس قدراً والسلوكية الشاذة ليست قضاءاً محتوماً، وإنما النفس قابلة للإصلاح والتبديل والتغيير).